# Dekanat konecki
Dekanat konecki – jeden z 29 dekanatów w rzymskokatolickiej diecezji radomskiej. Składa się z następujących parafii:
- pw. św. Rafała Kalinowskiego w Dziebałtowie
- pw. Świętych Apostołów Piotra i Pawła w Gowarczowie
- pw. Zwiastowania NMP w Nowym Kazanowie
- Końskie:
  - pw. Chrystusa Odkupiciela
  - pw. NMP Nieustającej Pomocy
  - pw. św. Anny i św. Jana Chrzciciela
  - pw. św. Mikołaja
- pw. NMP Matki Kościoła w Modliszewicach
- pw. św. Barbary w Nieświniu
- pw. Podwyższenia Krzyża Świętego w Pomykowie
- pw. św. Wojciecha w Rogowie